# トラックシッタズ
トラックシッタズ（ドイツ語：Trackshittaz)とはオーストリアのミュールフィアテル出身のヒップホップのデュエットである。 

## バンドの歴史
2010年にルーカス・プロッフルが地元の高校の学友であるマヌエル・ホッフェルナーと共に結成。
ベルギーのラッパー、ストロマエの『Alors on danse』をカバーした曲『Alloa bam Fraunz』をYouTubeにアップロードし知名度を高めた。
2010年10月から2011年1月、ルーカスがソロにてオーストリアの国営テレビ・ORFのキャスティングショー「Helden von morgen」に出場。初出演後、ソニーミュージックと契約し『Oida taunz!』をリリース。11月初旬にオーストリアのシングルチャートで1位を獲得した。これはダウンロードのみでリリースされたオーストリア初のタイトルである。また、2011年1月にリリースされた『Guuugarutz』でも1位を記録している。
2010年秋、トラックシッタズは2011年のユーロビジョン・ソング・コンテストのオーストリア代表選考に出場。2位を記録した。
2011年7月にリリースされたセカンドアルバム『Prolettn feian längaah』はデビューアルバムと同様すぐに1位を獲得し、音楽業界からゴールデンレコードを受賞した。
シングル『Touchdown』では、アメフト・ワールドカップの公式ソングに起用。
同年秋、Thomas Glavinicsの小説『Wie man leben soll zu hören』を映画化した作品にてDavid Schalkoのサウンドトラックに彼らの曲『Schnitzi』が使用された。
2012年、トラックシッタズはユーロビジョン・ソング・コンテスト 2012のオーストリア代表選考に再び出場し、優勝を果たす。
バクーで開催された本戦では準決勝で最下位に終わり、敗退した。また、マヌエルは本番中に膝を負傷し、大会終了後にリハビリを余儀なくされた。
2012年から2年間の活動休止を経て、2014年3月に4thアルバム『#TS4』をリリース。
2015年7月24日、トラックシッタズは解散を発表した。理由として、活動するにあたり労力と時間を費やしすぎて疲弊したということを挙げた。

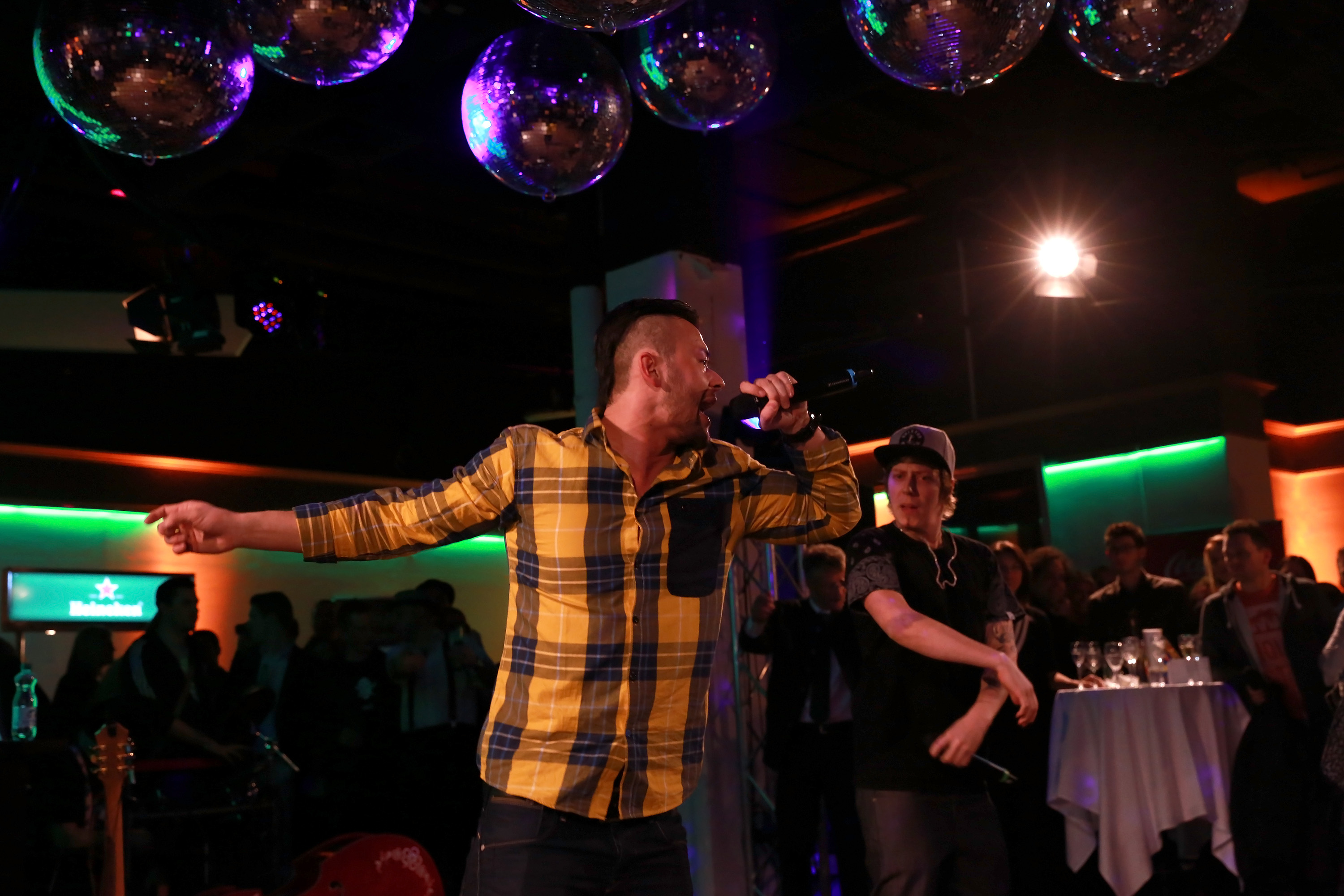
Trackshittaz（2014）

## メンバー
- ルーカス・プロッフル (Lukas Plöchl)
- マヌエル・ホッフェルナー (Manuel Hoffelner)

## 作品

### シングル
- Oida taunz! (2010)
- Guuugarutz (2011)
- Killalady (2011)
- Touchdown (2011)
- Grüllarei (2011)
- Oida Chüüü (2011)
- Woki mit deim Popo (2011)
- Geila ois... (2012)
- Gmiatlich Dreschn (2014)
- Schuachblattlaboogie (2014)
- Politisch Korrekt (2014)

### アルバム
- Oidaah pumpn muas's (2011)
- Prolettn feian längaah (2011)
- Traktorgängstapartyrap (2012)
- Zruck zu de Ruabm (2012)
- #TS4 (2014)

### ミュージックビデオ
- De Würfin San Gfoin(2010)
- Touchdown (2011)
- Grüllarei (2011)
- Oida Chüüü (2011)
- Woki mit deim Popo (2011)
- Oida taunz! (2012)
- Geila ois... (2012)
- Gmiatlich Dreschn (2014)
- Schuachblattlaboogie (2014)
- Politisch Korrekt (2014)
- RIP Radio (2014)
- Olle Wege führn noch Rom (2014)